# Huang Chiu-Chin
Huang Chiu-Chin es una deportista taiwanesa que compitió en taekwondo. Ganó una medalla de oro en el Campeonato Mundial de Taekwondo de 1995, en la categoría de –43 kg.

## Palmarés internacional
| Representando a China Taipéi |                    |                |           |
| Campeonato Mundial           |                    |                |           |
| Año                          | Lugar              | Medalla        | Categoría |
| 1995                         | Manila (Filipinas) | Medalla de oro | –43 kg    |